# Русский дневник (московская газета)
«Ру́сский дневни́к» — общественно-политическая газета издававшаяся в Российской империи в начале XX века. Первый номер «Русского дневника» вышел в свет в марте 1906 года.
Печатное периодическое издание «Русский дневник» издавалось в городе Москве на русском языке и выходило по три раза в неделю.
Газета «Русский дневник» являлась печатным органом московского отдела Торгово-промышленной партии. В 1906 года Торгово-промышленная партия прекратила своё существование, а большинство её членов перешли в право-либеральную политическую партию «Союз 17 октября». Вместе с партией, прекратил своё существование и её печатный орган.
Главным редактором периодического издания был Д. С. Опонасенко, а издателем газеты «Русский дневник» — Н. Л. Казецкий.
За пол века до этого, в 1859 году, в столице Российской империи городе Санкт-Петербурге также издавалась одноимённая газета.